# حلقه دو
حلقه دو (به انگلیسی: The Ring Two) یک فیلم ترسناک فراطبیعی آمریکایی محصول سال ۲۰۰۵، که دنباله‌ای بر فیلم حلقه در سال ۲۰۰۲ به‌شمار می‌رود، که خود آن فیلم نیز نسخه بازخلق‌شده فیلم ژاپنی حلقه محصول سال ۱۹۹۸ است. کارگردانی فیلم بر عهده هیدئو ناکاتا است، کسی که نسخه اولیه فیلم ژاپنی حلقه را کارگردانی کرده بود. از بازیگران این فیلم می‌توان به نائومی واتس، سایمون بیکر، دیوید دورفمن، الیزابت پرکینز، گری کول و سیسی اسپیسک اشاره کرد.
حلقه دو که در ابتدا قرار بود در ۱۰ نوامبر ۲۰۰۴ اکران شود، در ۱۸ مارس ۲۰۰۵ در سینماها به نمایش درآمد. اگرچه فیلم با واکنش‌های ضد و نقیض از سوی منتقدان همراه بود، اما در اولین هفته فروش خود با ۳۵ میلیون دلار در ایالات متحده افتتاح شد که بیش از دو برابر فروش هفتهٔ نخست افتتاحیه فیلم قبلی بود. حلقه دو در نهایت ۱۶۴ میلیون دلار در سراسر جهان فروش کرد در حالی که ۵۰ میلیون دلار بودجه ساخت آن بوده است. 

## داستان
شش ماه پس از وقایع فیلم اول و بلافاصله پس از وقایع فیلم کوتاه حلقه‌ها، نوار ویدئویی نفرین شده سامارا مورگن در نوجوانان در آستوریا، اورگان پخش شده است.. طبق قوانین نوار، جیک پیرس در روز هفتم خود قرار دارد و از دوستش امیلی می‌خواهد نوار را تماشا کند. او به‌طور خلاصه وارد آشپزخانه خود می‌شود در حالی که امیلی ظاهراً نوار را تماشا می‌کند. جیک یک تماس تلفنی دریافت می‌کند و در ابتدا فکر می‌کند که سامارا است، اما از این واقعیت که او فقط دوستش با او تصمیم گرفته بود که امیلی را در تماشای نوار انتخاب کند، راحت شد. ناگهان، جیک متوجه مایع تاریک شده که از زیر درب آشپزخانه می‌ریزد و بیرون به سمت اتاق نشیمن می‌رود، تنها برای کشف امیلی در حالی که نوار را تماشا می‌کند چشمان خود را بست. سپس جیک به سرعت توسط سامارا به قتل می‌رسد.

## بازیگران
- نائومی واتس در نقش ریچل کلر
- دیوید دورفمن در نقش اِیدن کلر
- سایمون بیکر در نقش مکس رورک
- کلی استیبلز در نقش سامارا مورگن
  - دیوی چیس به واسطهٔ یک فیلم آرشیو فوتیج در نقش انسانی سامارا مورگن ظاهر می‌شود
- سیسی اسپیسک در نقش اِولین بوردن
  - مری الیزابت وینستد در نقش اِولین بوردن جوان
- الیزابت پرکینز در نقش دکتر اما تمپل
- گری کول در نقش مارتین ساویده
- رایان مریمان در نقش جیک پیرس
- امیلی ونکمپ در نقش امیلی
- کلی اورتون در نقش بتسی
- جیمز لسور در نقش دکتر
- چينت جانسون در نقش مشاور فرزندخواندگی